# Nazlı Pınar Kaya
Nazlı Pınar Kaya (* 21. Januar 1992 in Istanbul) ist eine türkische Schauspielerin.

## Leben und Karriere
Kaya wurde am 21. Januar 1992 in Istanbul geboren. Sie studierte an der Yeditepe Üniversitesi. Ihr Debüt gab sie 2013 in der Fernsehserie Küçük Gelin. Von 2014 und 2015 trat sie in Yetim Gönüller auf. Zwischen 2016 und 2018 war Kaya in der Serie Kalbimdeki Deniz zu sehen. Anschließend bekam sie 2020 in dem Film Şahane Hayaller die Hauptrolle. Im selben Jahr war sie in der Serie Zümrüdüanka zu sehen. Seit 2020 spielt Kaya in der Serie Gönül Dağı die Hauptrolle.

## Filmografie
Filme
- 2015: Selam: Bahara Yolculuk
- 2017: Sonsuz Aşk
- 2019: Hababam Sınıfı Yeniden
- 2020: Şahane Hayaller

Serien
- 2013: Küçük Gelin
- 2014–2015: Yetim Gönüller
- 2016: Hayatımın Aşkı
- 2016–2018: Kalbimdeki Deniz
- 2020: Zümrüdüanka
- seit 2020: Gönül Dağı

## Theater
- 2012: Harput'ta Bir Amerikalı
- 2013: Şekerpare
- 2013: Çılgın Cenaze
- 2014: Çağrılmadan Gelen[3]